# آلتناو
آلتناو (Altenau) شهری است در ایالت نیدرزاکسن آلمان.
```
آلتناو یک اقامتگاه اقلیمی است که از سال ۱۶۱۷ دارای حقوق شهر است. از ویژگی‌های این شهر خانه‌های معدنچیان قدیمی است. استفاده از چوب به عنوان 
مصالح ساختمانی
 نمونه منطقه است. در مرکز شهر کلیسای چوبی سنت نیکلای از سال ۱۶۶۹ و تالار شهر سابق از سال ۱۶۷۳ وجود دارد. خانه‌ها به 
سبک معماری
 منطقه Harz هستند. در جنوب مرکز شهر Schützenklippe واقع شده است که از آن منظره ای پانوراما از شهر و یک 
کارخانه آبجوسازی
 وجود دارد.
```

```
در سال ۲۰۰۴ بزرگ‌ترین پارک گیاهان آلمانی در آلتناو افتتاح شد. هزاران گردشگر از باغ گیاه‌شناسی کشت شده در طول سال بازدید می‌کنند، که انواع مختلفی را نشان می‌دهد.

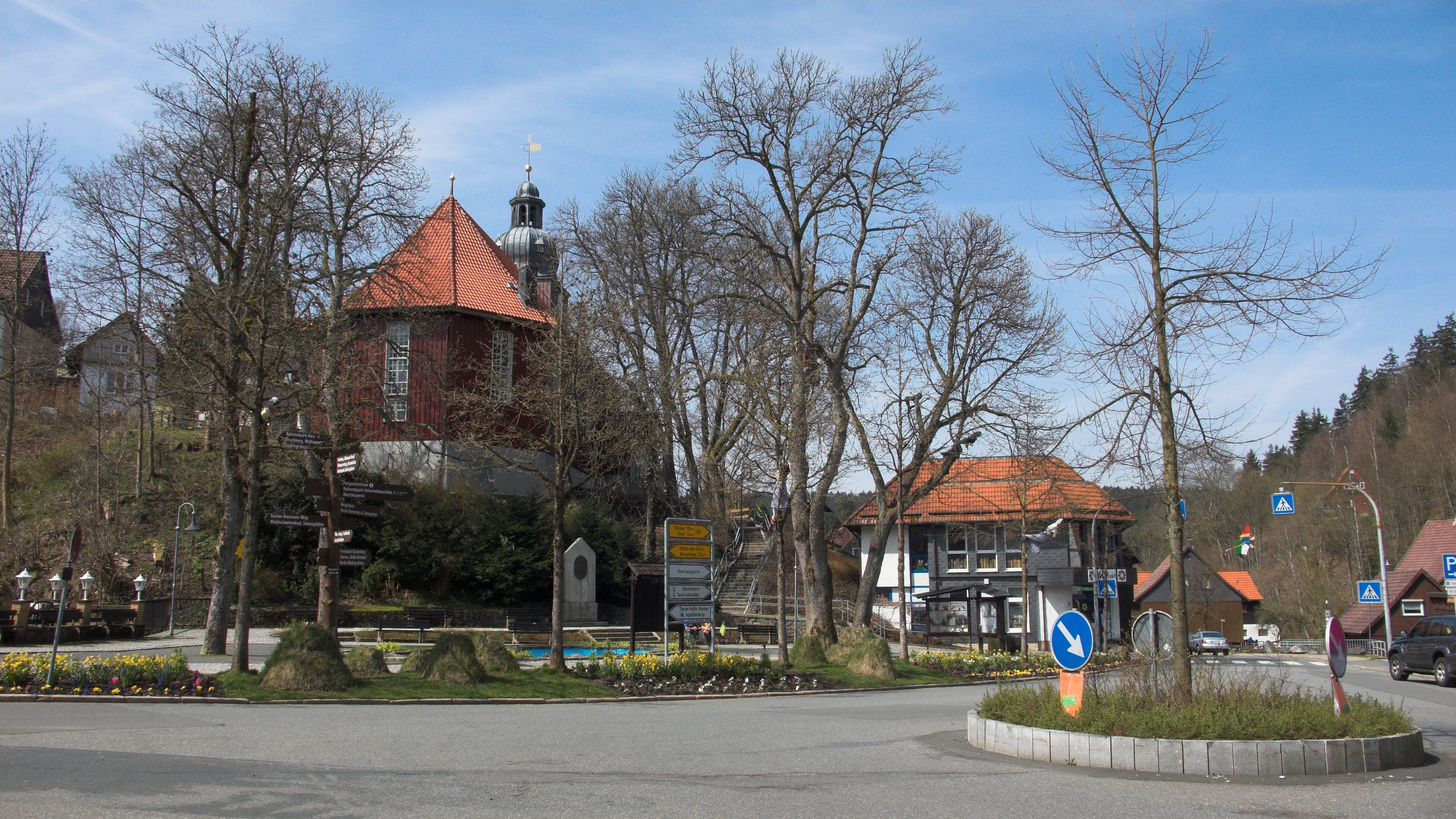
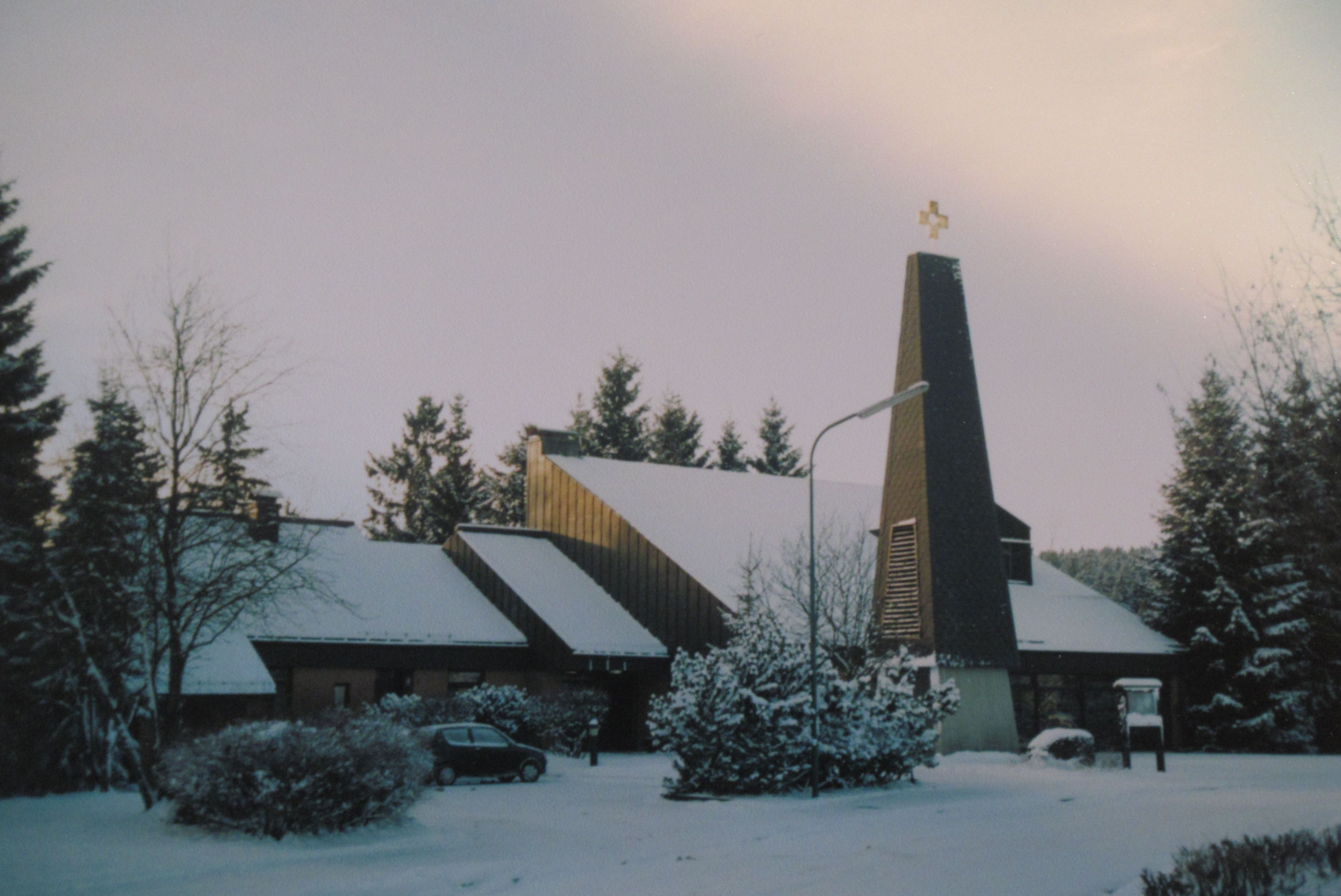
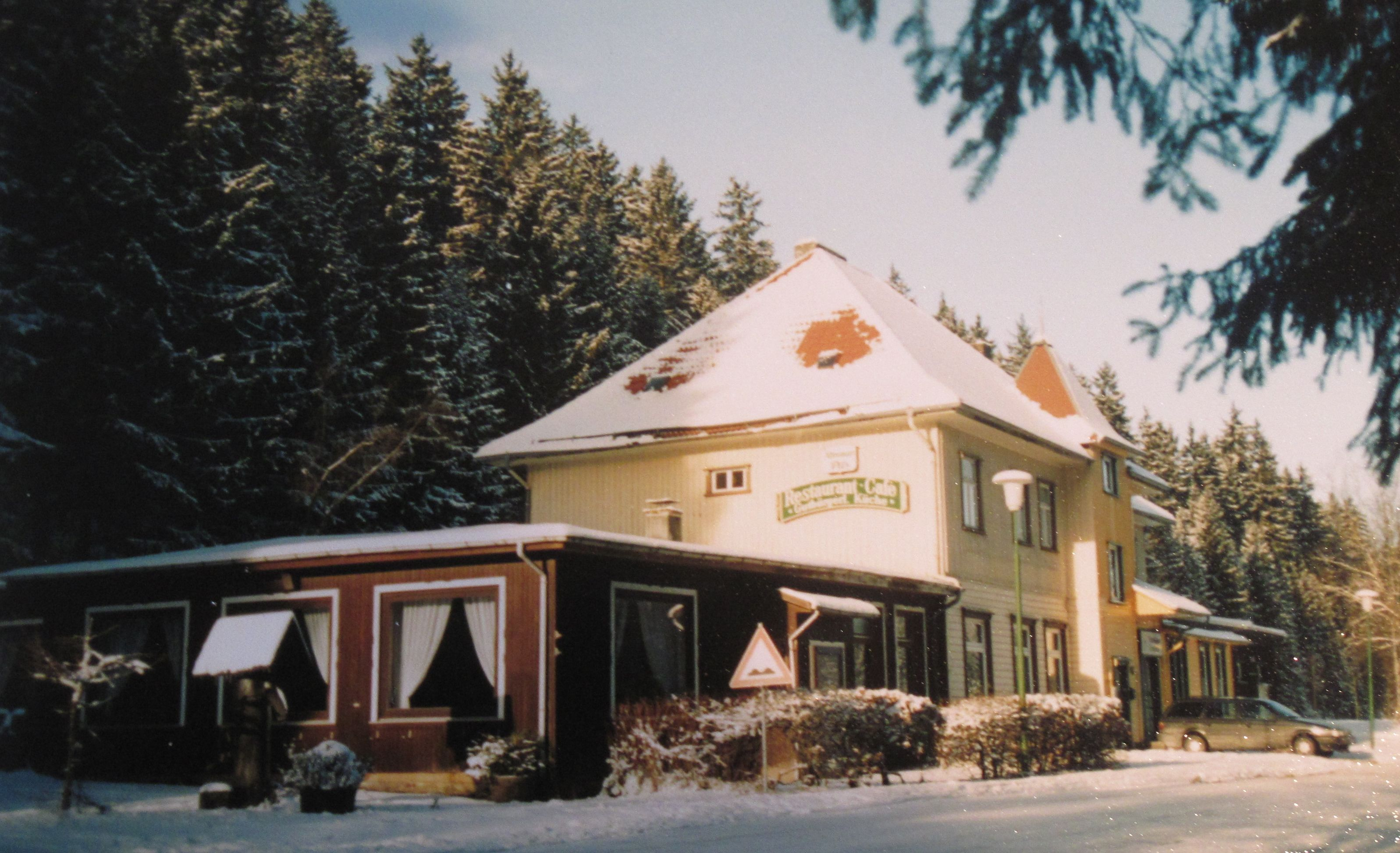
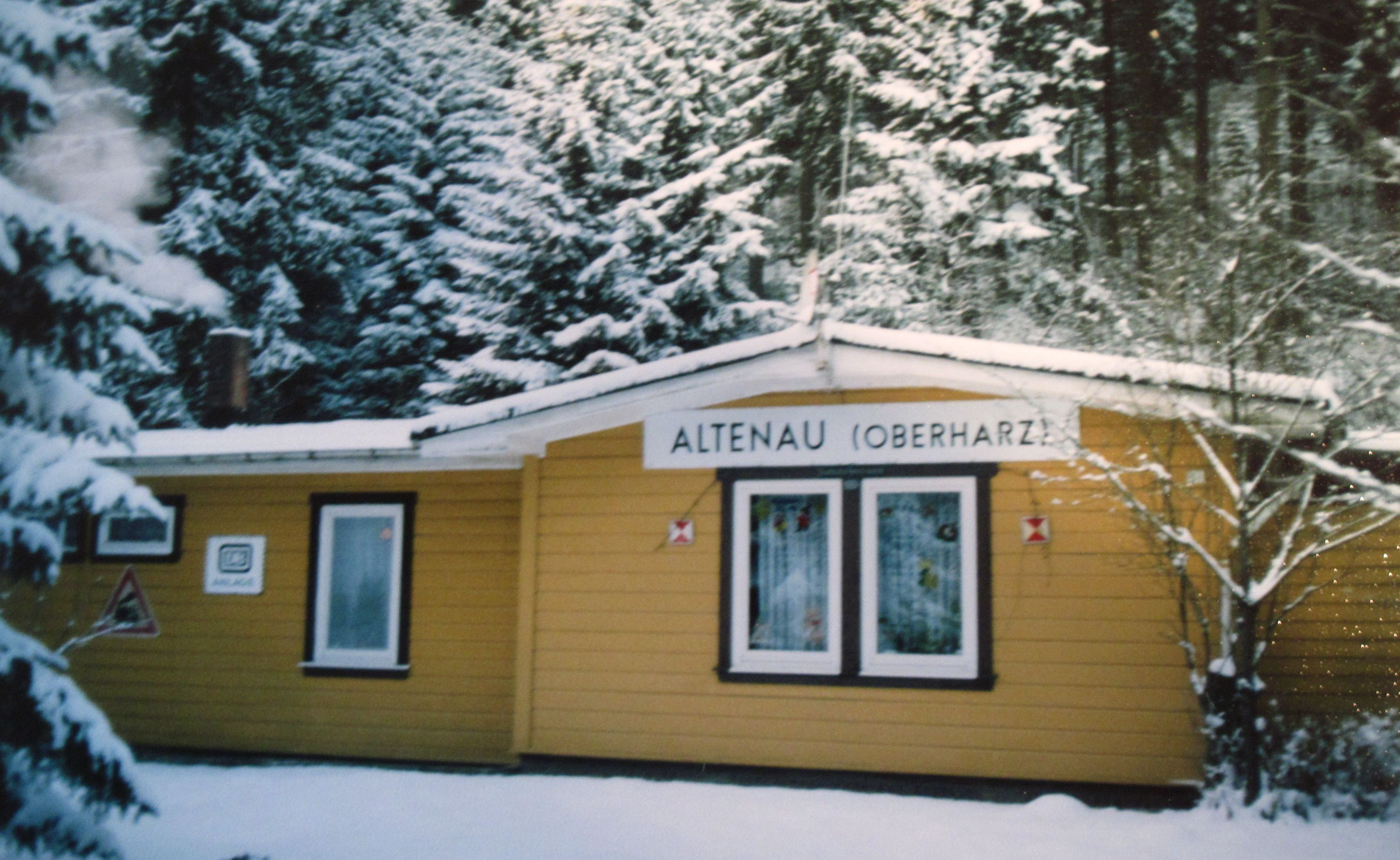

```